# Qualificazioni al campionato mondiale maschile di pallavolo 2018 (CEV)
Le qualificazioni europee al campionato mondiale di pallavolo maschile 2018 si sono svolte dal 13 maggio 2016 al 23 luglio 2017: al torneo hanno partecipato trentanove squadre nazionali europee e sette si sono qualificate al campionato mondiale 2018.

## Regolamento

### Formula
Alla prima fase hanno partecipato esclusivamente sette squadre appartenenti alla categoria dei piccoli stati, con formula del girone all'italiana: le prime due classificate di ogni girone hanno acceduto alla seconda fase. Alla seconda fase hanno partecipato trentasei squadre con formula del girone all'italiana: al termine della seconda fase la prima classificata di ogni girone si è qualificata per il campionato mondiale 2018, mentre la seconda classificata di ogni girone ha acceduto alla terza fase. Alla terza fase hanno partecipato sei squadre con formula del girone all'italiana: al termine della terza fase la prima classificata si è qualificata per il campionato mondiale 2018.

### Criteri di classifica
Se il risultato finale è stato di 3-0 o 3-1 sono stati assegnati 3 punti alla squadra vincente e 0 a quella sconfitta, se il risultato finale è stato di 3-2 sono stati assegnati 2 punti alla squadra vincente e 1 a quella sconfitta.
L'ordine del posizionamento in classifica è stato definito in base a:
- Numero di partite vinte;
- Punti;
- Ratio dei set vinti/persi;
- Ratio dei punti realizzati/subiti;
- Risultati degli scontri diretti.

## Squadre partecipanti
| - Andorra - Azerbaigian - Austria - Belgio - Bielorussia - Cipro - Croazia - Danimarca - Estonia - Francia | - Fær Øer - Finlandia - Georgia - Germania - Grecia - Irlanda del Nord - Islanda - Israele - Kosovo - Lettonia | - Lussemburgo - Moldavia - Montenegro - Norvegia - Paesi Bassi - Portogallo - Rep. Ceca - Romania - Russia - Scozia | - Serbia - Slovacchia - Slovenia - Spagna - Svezia - Svizzera - Turchia - Ucraina - Ungheria |

## Torneo

### Prima fase
| Girone A         | Girone B |
| ---------------- | -------- |
| Fær Øer          | Andorra  |
| Irlanda del Nord | Cipro    |
| Lussemburgo      | Islanda  |
| -                | Scozia   |

#### Girone A

##### Risultati
| 13 maggio 2016 Gymnase Coque, Lussemburgo Durata: 2h:02 - Spettatori: 25  | Irlanda del Nord | 3 - 1 | Fær Øer          | 25-21, 24-26, 29-27, 26-24 |
| 14 maggio 2016 Gymnase Coque, Lussemburgo Durata: 1h:13 - Spettatori: 250 | Lussemburgo      | 3 - 0 | Irlanda del Nord | 25-14, 25-13, 25-20        |
| 15 maggio 2016 Gymnase Coque, Lussemburgo Durata: 1h:03 - Spettatori: 180 | Fær Øer          | 0 - 3 | Lussemburgo      | 19-25, 13-25, 10-25        |

##### Classifica
| Pos | Squadra          | Pt | G | V | P | SV | SP | Ratio | PF  | PS  | Ratio |
| --- | ---------------- | -- | - | - | - | -- | -- | ----- | --- | --- | ----- |
| 1   | Lussemburgo      | 6  | 2 | 2 | 0 | 6  | 0  | MAX   | 150 | 89  | 1.685 |
| 2   | Irlanda del Nord | 3  | 2 | 1 | 1 | 3  | 4  | 0.750 | 151 | 173 | 0.872 |
| 3   | Fær Øer          | 0  | 2 | 0 | 1 | 1  | 6  | 0.166 | 140 | 179 | 0.782 |

#### Girone B

##### Risultati
| 20 maggio 2016 Laugardalshöll, Reykjavík Durata: 0h:57 - Spettatori: 30  | Cipro   | 3 - 0 | Andorra | 25-12, 25-12, 25-13               |
| 20 maggio 2016 Laugardalshöll, Reykjavík Durata: 2h:05 - Spettatori: 250 | Islanda | 3 - 2 | Scozia  | 25-21, 15-25, 25-18, 23-25, 15-13 |
| 21 maggio 2016 Laugardalshöll, Reykjavík Durata: 1h:10 - Spettatori: 25  | Andorra | 0 - 3 | Scozia  | 17-25, 19-25, 21-25               |
| 21 maggio 2016 Laugardalshöll, Reykjavík Durata: 1h:35 - Spettatori: 300 | Cipro   | 3 - 1 | Islanda | 25-14, 20-25, 25-16, 25-11        |
| 22 maggio 2016 Laugardalshöll, Reykjavík Durata: 2h:01 - Spettatori: 50  | Scozia  | 2 - 3 | Cipro   | 23-25, 25-23, 25-22, 21-25, 13-15 |
| 22 maggio 2016 Laugardalshöll, Reykjavík Durata: 1h:10 - Spettatori: 250 | Andorra | 0 - 3 | Islanda | 8-25, 18-25, 17-25                |

##### Classifica
| Pos | Squadra | Pt | G | V | P | SV | SP | Ratio | PF  | PS  | Ratio |
| --- | ------- | -- | - | - | - | -- | -- | ----- | --- | --- | ----- |
| 1   | Cipro   | 8  | 3 | 3 | 0 | 9  | 3  | 3.000 | 280 | 210 | 1.333 |
| 2   | Islanda | 5  | 3 | 2 | 1 | 7  | 5  | 1.400 | 244 | 240 | 1.016 |
| 3   | Scozia  | 5  | 3 | 1 | 2 | 7  | 6  | 1.166 | 284 | 270 | 1.051 |
| 4   | Andorra | 0  | 3 | 0 | 3 | 0  | 9  | 0.000 | 137 | 225 | 0.608 |

### Seconda fase
| Girone A    | Girone B    | Girone C   | Girone D   | Girone E    |
| ----------- | ----------- | ---------- | ---------- | ----------- |
| Azerbaigian | Austria     | Belgio     | Estonia    | Bielorussia |
| Francia     | Grecia      | Georgia    | Kosovo     | Croazia     |
| Germania    | Lussemburgo | Israele    | Montenegro | Danimarca   |
| Islanda     | Moldavia    | Lettonia   | Romania    | Norvegia    |
| Turchia     | Paesi Bassi | Portogallo | Russia     | Serbia      |
| Ucraina     | Slovacchia  | Slovenia   | Ungheria   | Svizzera    |

| Girone F         |
| ---------------- |
| Cipro            |
| Finlandia        |
| Irlanda del Nord |
| Rep. Ceca        |
| Spagna           |
| Svezia           |

#### Girone A

##### Risultati
| 24 maggio 2017 Palais des Sports de Gerland, Lione Durata: 1h:16 - Spettatori: 480   | Turchia     | 3 - 0 | Azerbaigian | 25-21, 25-21, 25-13 |
| 24 maggio 2017 Palais des Sports de Gerland, Lione Durata: 1h:19 - Spettatori: 950   | Germania    | 3 - 0 | Ucraina     | 25-16, 25-20, 25-19 |
| 24 maggio 2017 Palais des Sports de Gerland, Lione Durata: 0h:57 - Spettatori: 2 400 | Islanda     | 0 - 3 | Francia     | 8-25, 8-25, 14-25   |
| 25 maggio 2017 Palais des Sports de Gerland, Lione Durata: 1h:18 - Spettatori: 900   | Azerbaigian | 0 - 3 | Germania    | 27-29, 18-25, 18-25 |
| 25 maggio 2017 Palais des Sports de Gerland, Lione Durata: 1h:14 - Spettatori: 1 500 | Islanda     | 0 - 3 | Turchia     | 18-25, 23-25, 17-25 |
| 25 maggio 2017 Palais des Sports de Gerland, Lione Durata: 1h:06 - Spettatori: 3 800 | Francia     | 3 - 0 | Ucraina     | 25-20, 25-8, 25-15  |
| 26 maggio 2017 Palais des Sports de Gerland, Lione Durata: 1h:03 - Spettatori: 600   | Germania    | 3 - 0 | Islanda     | 25-12, 25-12, 25-14 |
| 26 maggio 2017 Palais des Sports de Gerland, Lione Durata: 1h:12 - Spettatori: 1 100 | Ucraina     | 3 - 0 | Azerbaigian | 25-13, 25-23, 25-20 |
| 26 maggio 2017 Palais des Sports de Gerland, Lione Durata: 1h:13 - Spettatori: 3 100 | Turchia     | 0 - 3 | Francia     | 21-25, 18-25, 17-25 |
| 27 maggio 2017 Palais des Sports de Gerland, Lione Durata: 1h:08 - Spettatori: 800   | Islanda     | 0 - 3 | Ucraina     | 12-25, 19-25, 15-25 |
| 27 maggio 2017 Palais des Sports de Gerland, Lione Durata: 1h:04 - Spettatori: 2 550 | Francia     | 3 - 0 | Azerbaigian | 25-16, 25-17, 25-15 |
| 27 maggio 2017 Palais des Sports de Gerland, Lione Durata: 1h:19 - Spettatori: 860   | Turchia     | 0 - 3 | Germania    | 17-25, 20-25, 23-25 |
| 28 maggio 2017 Palais des Sports de Gerland, Lione Durata: 1h:11 - Spettatori: 640   | Azerbaigian | 3 - 0 | Islanda     | 25-16, 25-17, 25-20 |
| 28 maggio 2017 Palais des Sports de Gerland, Lione Durata: 1h:12 - Spettatori: 1 580 | Ucraina     | 0 - 3 | Turchia     | 16-25, 19-25, 20-25 |
| 28 maggio 2017 Palais des Sports de Gerland, Lione Durata: 1h:18 - Spettatori: 4 300 | Germania    | 0 - 3 | Francia     | 22-25, 20-25, 20-25 |

##### Classifica
| Pos | Squadra     | Pt | G | V | P | SV | SP | Ratio | PF  | PS  | Ratio |
| --- | ----------- | -- | - | - | - | -- | -- | ----- | --- | --- | ----- |
| 1   | Francia     | 15 | 5 | 5 | 0 | 15 | 0  | MAX   | 375 | 239 | 1.569 |
| 2   | Germania    | 12 | 5 | 4 | 1 | 12 | 3  | 4.000 | 366 | 291 | 1.257 |
| 3   | Turchia     | 9  | 5 | 3 | 2 | 9  | 6  | 1.500 | 341 | 318 | 1.072 |
| 4   | Ucraina     | 6  | 5 | 2 | 3 | 6  | 9  | 0.666 | 303 | 327 | 0.926 |
| 5   | Azerbaigian | 3  | 5 | 1 | 4 | 3  | 12 | 0.250 | 297 | 357 | 0.831 |
| 6   | Islanda     | 0  | 5 | 0 | 5 | 0  | 15 | 0.000 | 225 | 375 | 0.600 |

#### Girone B

##### Risultati
| 23 maggio 2017 Topsportcentrum De Koog, Koog aan de Zaan Durata: 2h:04 - Spettatori: 77    | Slovacchia  | 1 - 3 | Austria     | 25-27, 24-26, 25-19, 20-25        |
| 23 maggio 2017 Topsportcentrum De Koog, Koog aan de Zaan Durata: 1h:43 - Spettatori: 100   | Moldavia    | 1 - 3 | Grecia      | 25-20, 20-25, 17-25, 26-28        |
| 23 maggio 2017 Topsportcentrum De Koog, Koog aan de Zaan Durata: 1h:49 - Spettatori: 350   | Lussemburgo | 1 - 3 | Paesi Bassi | 25-22, 16-25, 20-25, 15-25        |
| 24 maggio 2017 Topsportcentrum De Koog, Koog aan de Zaan Durata: 2h:14 - Spettatori: 50    | Austria     | 2 - 3 | Grecia      | 24-26, 25-27, 25-16, 25-13, 13-15 |
| 24 maggio 2017 Topsportcentrum De Koog, Koog aan de Zaan Durata: 1h:26 - Spettatori: 100   | Slovacchia  | 3 - 0 | Lussemburgo | 27-15, 27-25, 26-24               |
| 24 maggio 2017 Topsportcentrum De Koog, Koog aan de Zaan Durata: 1h:03 - Spettatori: 221   | Paesi Bassi | 3 - 0 | Moldavia    | 25-15, 25-13, 25-16               |
| 25 maggio 2017 Topsportcentrum De Koog, Koog aan de Zaan Durata: 1h:30 - Spettatori: 90    | Lussemburgo | 0 - 3 | Austria     | 24-26, 23-25, 20-25               |
| 25 maggio 2017 Topsportcentrum De Koog, Koog aan de Zaan Durata: 1h:27 - Spettatori: 300   | Moldavia    | 0 - 3 | Slovacchia  | 9-25, 31-33, 23-25                |
| 25 maggio 2017 Topsportcentrum De Koog, Koog aan de Zaan Durata: 1h:29 - Spettatori: 1 100 | Grecia      | 0 - 3 | Paesi Bassi | 13-25, 30-32, 16-25               |
| 27 maggio 2017 Omnisport Apeldoorn, Apeldoorn Durata: 1h:58 - Spettatori: 400              | Lussemburgo | 2 - 3 | Moldavia    | 23-25, 25-22, 16-25, 25-22, 12-15 |
| 27 maggio 2017 Omnisport Apeldoorn, Apeldoorn Durata: 2h:10 - Spettatori: 1 200            | Austria     | 2 - 3 | Paesi Bassi | 22-25, 25-22, 25-23, 22-25, 8-15  |
| 27 maggio 2017 Omnisport Apeldoorn, Apeldoorn Durata: 2h:15 - Spettatori: 100              | Slovacchia  | 3 - 2 | Grecia      | 22-25, 20-25, 25-21, 25-19, 15-12 |
| 28 maggio 2017 Omnisport Apeldoorn, Apeldoorn Durata: 1h:57 - Spettatori: 200              | Moldavia    | 3 - 1 | Austria     | 22-25, 31-29, 25-22, 26-24        |
| 28 maggio 2017 Omnisport Apeldoorn, Apeldoorn Durata: 2h:21 - Spettatori: 1 000            | Paesi Bassi | 3 - 2 | Slovacchia  | 25-27, 26-24, 22-25, 25-16, 15-9  |
| 28 maggio 2017 Omnisport Apeldoorn, Apeldoorn Durata: 1h:22 - Spettatori: 50               | Grecia      | 3 - 0 | Lussemburgo | 25-19, 25-23, 25-21               |

##### Classifica
| Pos | Squadra     | Pt | G | V | P | SV | SP | Ratio | PF  | PS  | Ratio |
| --- | ----------- | -- | - | - | - | -- | -- | ----- | --- | --- | ----- |
| 1   | Paesi Bassi | 13 | 5 | 5 | 0 | 15 | 5  | 3.000 | 477 | 382 | 1.248 |
| 2   | Slovacchia  | 9  | 5 | 3 | 2 | 12 | 8  | 1.500 | 463 | 441 | 1.049 |
| 3   | Grecia      | 9  | 5 | 3 | 2 | 11 | 9  | 1.222 | 441 | 452 | 0.975 |
| 4   | Austria     | 8  | 5 | 2 | 3 | 11 | 10 | 1.100 | 487 | 482 | 1.010 |
| 5   | Moldavia    | 5  | 5 | 2 | 3 | 7  | 12 | 0.583 | 408 | 457 | 0.892 |
| 6   | Lussemburgo | 1  | 5 | 0 | 5 | 3  | 15 | 0.200 | 373 | 435 | 0.857 |

#### Girone C

##### Risultati
| 24 maggio 2017 Arena Stožice, Lubiana Durata: 1h:13 - Spettatori: 35    | Portogallo | 0 - 3 | Belgio     | 17-25, 16-25, 16-25               |
| 24 maggio 2017 Arena Stožice, Lubiana Durata: 1h:02 - Spettatori: 225   | Slovenia   | 3 - 0 | Georgia    | 25-12, 25-11, 25-12               |
| 24 maggio 2017 Arena Stožice, Lubiana Durata: 2h:10 - Spettatori: 40    | Israele    | 3 - 2 | Lettonia   | 19-25, 25-20, 24-26, 25-22, 16-14 |
| 25 maggio 2017 Arena Stožice, Lubiana Durata: 0h:58 - Spettatori: 20    | Belgio     | 3 - 0 | Georgia    | 25-18, 25-11, 25-10               |
| 25 maggio 2017 Arena Stožice, Lubiana Durata: 1h:13 - Spettatori: 250   | Lettonia   | 0 - 3 | Slovenia   | 14-25, 14-25, 19-25               |
| 25 maggio 2017 Arena Stožice, Lubiana Durata: 1h:49 - Spettatori: 40    | Portogallo | 3 - 1 | Israele    | 25-19, 25-21, 24-26, 25-12        |
| 26 maggio 2017 Arena Stožice, Lubiana Durata: 0h:59 - Spettatori: 15    | Georgia    | 0 - 3 | Lettonia   | 9-25, 17-25, 14-25                |
| 26 maggio 2017 Arena Stožice, Lubiana Durata: 1h:29 - Spettatori: 950   | Slovenia   | 3 - 0 | Portogallo | 25-21, 25-20, 27-25               |
| 26 maggio 2017 Arena Stožice, Lubiana Durata: 1h:09 - Spettatori: 75    | Israele    | 0 - 3 | Belgio     | 13-25, 18-25, 21-25               |
| 27 maggio 2017 Arena Stožice, Lubiana Durata: 1h:07 - Spettatori: 15    | Portogallo | 3 - 0 | Georgia    | 25-19, 25-16, 25-14               |
| 27 maggio 2017 Arena Stožice, Lubiana Durata: 1h:03 - Spettatori: 450   | Israele    | 0 - 3 | Slovenia   | 11-25, 14-25, 10-25               |
| 27 maggio 2017 Arena Stožice, Lubiana Durata: 1h:13 - Spettatori: 30    | Belgio     | 3 - 0 | Lettonia   | 25-16, 25-21, 25-21               |
| 28 maggio 2017 Arena Stožice, Lubiana Durata: 1h:07 - Spettatori: 28    | Georgia    | 0 - 3 | Israele    | 13-25, 22-25, 19-25               |
| 28 maggio 2017 Arena Stožice, Lubiana Durata: 2h:06 - Spettatori: 1 600 | Slovenia   | 3 - 1 | Belgio     | 28-30, 26-24, 27-25, 25-20        |
| 28 maggio 2017 Arena Stožice, Lubiana Durata: 1h:53 - Spettatori: 40    | Lettonia   | 1 - 3 | Portogallo | 24-26, 25-23, 24-26, 17-25        |

##### Classifica
| Pos | Squadra    | Pt | G | V | P | SV | SP | Ratio  | PF  | PS  | Ratio |
| --- | ---------- | -- | - | - | - | -- | -- | ------ | --- | --- | ----- |
| 1   | Slovenia   | 15 | 5 | 5 | 0 | 15 | 1  | 15.000 | 408 | 282 | 1.446 |
| 2   | Belgio     | 12 | 5 | 4 | 1 | 13 | 3  | 4.333  | 399 | 304 | 1.312 |
| 3   | Portogallo | 9  | 5 | 3 | 2 | 9  | 8  | 1.125  | 389 | 369 | 1.054 |
| 4   | Israele    | 5  | 5 | 2 | 3 | 7  | 11 | 0.636  | 349 | 410 | 0.851 |
| 5   | Lettonia   | 4  | 5 | 1 | 4 | 6  | 12 | 0.500  | 377 | 399 | 0.944 |
| 6   | Georgia    | 0  | 5 | 0 | 5 | 0  | 15 | 0.000  | 217 | 375 | 0.578 |

#### Girone D

##### Risultati
| 24 maggio 2017 Kalev Sports Hall, Tallinn Durata: 1h:19 - Spettatori: 125   | Montenegro | 0 - 3 | Russia     | 21-25, 22-25, 18-25               |
| 24 maggio 2017 Kalev Sports Hall, Tallinn Durata: 1h:43 - Spettatori: 750   | Estonia    | 3 - 1 | Romania    | 25-15, 25-21, 22-25, 25-16        |
| 24 maggio 2017 Kalev Sports Hall, Tallinn Durata: 1h:03 - Spettatori: 72    | Ungheria   | 3 - 0 | Kosovo     | 25-13, 25-17, 25-9                |
| 25 maggio 2017 Kalev Sports Hall, Tallinn Durata: 1h:13 - Spettatori: 120   | Russia     | 3 - 0 | Romania    | 25-18, 25-20, 25-21               |
| 25 maggio 2017 Kalev Sports Hall, Tallinn Durata: 1h:04 - Spettatori: 625   | Kosovo     | 0 - 3 | Estonia    | 13-25, 15-25, 7-25                |
| 25 maggio 2017 Kalev Sports Hall, Tallinn Durata: 2h:02 - Spettatori: 85    | Montenegro | 3 - 2 | Ungheria   | 23-25, 25-13, 25-23, 26-28, 15-10 |
| 26 maggio 2017 Kalev Sports Hall, Tallinn Durata: 1h:23 - Spettatori: 65    | Romania    | 3 - 1 | Kosovo     | 25-12, 25-15, 21-25, 25-15        |
| 26 maggio 2017 Kalev Sports Hall, Tallinn Durata: 1h:35 - Spettatori: 990   | Estonia    | 3 - 0 | Montenegro | 25-23, 27-25, 25-23               |
| 26 maggio 2017 Kalev Sports Hall, Tallinn Durata: 1h:12 - Spettatori: 265   | Ungheria   | 0 - 3 | Russia     | 18-25, 17-25, 16-25               |
| 27 maggio 2017 Kalev Sports Hall, Tallinn Durata: 1h:38 - Spettatori: 75    | Montenegro | 1 -3  | Romania    | 23-25, 25-21, 21-25, 21-25        |
| 27 maggio 2017 Kalev Sports Hall, Tallinn Durata: 1h:40 - Spettatori: 950   | Ungheria   | 1 - 3 | Estonia    | 25-20, 25-25, 20-25, 14-25        |
| 27 maggio 2017 Kalev Sports Hall, Tallinn Durata: 0h:55 - Spettatori: 210   | Russia     | 3 - 0 | Kosovo     | 25-8, 25-8, 25-9                  |
| 28 maggio 2017 Kalev Sports Hall, Tallinn Durata: 1h:27 - Spettatori: 75    | Romania    | 3 - 0 | Ungheria   | 25-19, 26-24, 27-25               |
| 28 maggio 2017 Kalev Sports Hall, Tallinn Durata: 0h:58 - Spettatori: 120   | Kosovo     | 0 - 3 | Montenegro | 15-25, 9-25, 15-25                |
| 28 maggio 2017 Kalev Sports Hall, Tallinn Durata: 1h:56 - Spettatori: 1 900 | Estonia    | 1 - 3 | Russia     | 25-21, 21-25, 18-25, 19-25        |

##### Classifica
| Pos | Squadra    | Pt | G | V | P | SV | SP | Ratio  | PF  | PS  | Ratio |
| --- | ---------- | -- | - | - | - | -- | -- | ------ | --- | --- | ----- |
| 1   | Russia     | 15 | 5 | 5 | 0 | 15 | 1  | 15.000 | 396 | 279 | 1.419 |
| 2   | Estonia    | 12 | 5 | 4 | 1 | 13 | 5  | 2.600  | 427 | 353 | 1.209 |
| 3   | Romania    | 9  | 5 | 3 | 2 | 10 | 8  | 1.250  | 406 | 397 | 1.022 |
| 4   | Montenegro | 5  | 5 | 2 | 3 | 7  | 11 | 0.636  | 411 | 386 | 1.064 |
| 5   | Ungheria   | 4  | 5 | 1 | 4 | 6  | 12 | 0.500  | 367 | 401 | 0.915 |
| 6   | Kosovo     | 0  | 5 | 0 | 5 | 1  | 15 | 0.066  | 205 | 396 | 0.517 |

#### Girone E

##### Risultati
| 24 maggio 2017 Dom odbojke Bojan Stranić, Zagabria Durata: 1h:53 - Spettatori: 50  | Danimarca   | 1 - 3 | Svizzera    | 23-25, 25-19, 20-25, 18-25        |
| 24 maggio 2017 Dom odbojke Bojan Stranić, Zagabria Durata: 1h:32 - Spettatori: 150 | Serbia      | 3 - 0 | Bielorussia | 25-17, 25-22, 25-15               |
| 24 maggio 2017 Dom odbojke Bojan Stranić, Zagabria Durata: 1h:55 - Spettatori: 150 | Norvegia    | 1 - 3 | Croazia     | 23-25, 25-22, 19-25, 15-25        |
| 25 maggio 2017 Dom odbojke Bojan Stranić, Zagabria Durata: 1h:27 - Spettatori: 50  | Danimarca   | 0 - 3 | Serbia      | 23-25, 32-34, 19-25               |
| 25 maggio 2017 Dom odbojke Bojan Stranić, Zagabria Durata: 2h:01 - Spettatori: 100 | Bielorussia | 3 - 1 | Norvegia    | 25-19, 25-20, 20-25, 25-22        |
| 25 maggio 2017 Dom odbojke Bojan Stranić, Zagabria Durata: 1h:54 - Spettatori: 200 | Svizzera    | 3 - 1 | Croazia     | 26-28, 25-20, 25-18, 25-23        |
| 26 maggio 2017 Dom odbojke Bojan Stranić, Zagabria Durata: 1h:40 - Spettatori: 50  | Norvegia    | 1 - 3 | Danimarca   | 21-25, 25-18, 16-25, 23-25        |
| 26 maggio 2017 Dom odbojke Bojan Stranić, Zagabria Durata: 1h:09 - Spettatori: 220 | Serbia      | 3 - 0 | Svizzera    | 25-15, 25-18, 25-18               |
| 26 maggio 2017 Dom odbojke Bojan Stranić, Zagabria Durata: 1h:56 - Spettatori: 300 | Croazia     | 1 - 3 | Bielorussia | 14-25, 36-34, 16-25, 22-25        |
| 27 maggio 2017 Dom odbojke Bojan Stranić, Zagabria Durata: 1h:00 - Spettatori: 80  | Serbia      | 3 - 0 | Norvegia    | 25-12, 25-14, 25-12               |
| 27 maggio 2017 Dom odbojke Bojan Stranić, Zagabria Durata: 2h:07 - Spettatori: 50  | Svizzera    | 2 - 3 | Bielorussia | 19-25, 21-25, 25-22, 25-21, 10-15 |
| 27 maggio 2017 Dom odbojke Bojan Stranić, Zagabria Durata: 2h:15 - Spettatori: 150 | Danimarca   | 3 - 2 | Croazia     | 25-27, 25-22, 29-27, 25-27, 15-9  |
| 28 maggio 2017 Dom odbojke Bojan Stranić, Zagabria Durata: 2h:10 - Spettatori: 60  | Norvegia    | 2 - 3 | Svizzera    | 26-24, 21-25, 25-20, 23-25, 10-15 |
| 28 maggio 2017 Dom odbojke Bojan Stranić, Zagabria Durata: 1h:49 - Spettatori: 50  | Bielorussia | 3 - 1 | Danimarca   | 25-23, 25-23, 19-25, 25-23        |
| 28 maggio 2017 Dom odbojke Bojan Stranić, Zagabria Durata: 1h:19 - Spettatori: 800 | Croazia     | 0 - 3 | Serbia      | 23-25, 16-25, 21-25               |

##### Classifica
| Pos | Squadra     | Pt | G | V | P | SV | SP | Ratio | PF  | PS  | Ratio |
| --- | ----------- | -- | - | - | - | -- | -- | ----- | --- | --- | ----- |
| 1   | Serbia      | 15 | 5 | 5 | 0 | 15 | 0  | MAX   | 384 | 277 | 1.386 |
| 2   | Bielorussia | 11 | 5 | 4 | 1 | 12 | 8  | 1.500 | 460 | 443 | 1.038 |
| 3   | Svizzera    | 9  | 5 | 3 | 2 | 11 | 10 | 1.100 | 455 | 463 | 0.982 |
| 4   | Danimarca   | 5  | 5 | 2 | 3 | 8  | 12 | 0.666 | 466 | 469 | 0.993 |
| 5   | Croazia     | 4  | 5 | 1 | 4 | 7  | 13 | 0.538 | 446 | 486 | 0.917 |
| 6   | Norvegia    | 1  | 5 | 0 | 5 | 5  | 15 | 0.333 | 396 | 469 | 0.844 |

#### Girone F

##### Risultati
| 24 maggio 2017 Sports Hall, Karlovy Vary Durata: 1h:07 - Spettatori: 400   | Finlandia        | 3 - 0 | Cipro            | 25-14, 25-13, 25-21               |
| 24 maggio 2017 Sports Hall, Karlovy Vary Durata: 1h:00 - Spettatori: 800   | Irlanda del Nord | 0 - 3 | Rep. Ceca        | 16-25, 7-25, 6-25                 |
| 24 maggio 2017 Sports Hall, Karlovy Vary Durata: 1h:58 - Spettatori: 200   | Svezia           | 2 - 3 | Spagna           | 19-25, 25-22, 25-21, 16-25, 12-15 |
| 25 maggio 2017 Sports Hall, Karlovy Vary Durata: 0h:54 - Spettatori: 400   | Finlandia        | 3 - 0 | Irlanda del Nord | 25-8, 25-8, 25-9                  |
| 25 maggio 2017 Sports Hall, Karlovy Vary Durata: 1h:12 - Spettatori: 1 000 | Rep. Ceca        | 3 - 0 | Svezia           | 25-19, 25-16, 25-20               |
| 25 maggio 2017 Sports Hall, Karlovy Vary Durata: 1h:06 - Spettatori: 100   | Cipro            | 0 - 3 | Spagna           | 17-25, 14-25, 22-25               |
| 26 maggio 2017 Sports Hall, Karlovy Vary Durata: 1h:12 - Spettatori: 700   | Svezia           | 0 - 3 | Finlandia        | 14-25, 19-25, 21-25               |
| 26 maggio 2017 Sports Hall, Karlovy Vary Durata: 1h:21 - Spettatori: 200   | Irlanda del Nord | 0 - 3 | Cipro            | 20-25, 16-25, 22-25               |
| 26 maggio 2017 Sports Hall, Karlovy Vary Durata: 2h:05 - Spettatori: 1 300 | Spagna           | 3 - 2 | Rep. Ceca        | 25-20, 20-25, 22-25, 25-21, 15-10 |
| 27 maggio 2017 Sports Hall, Karlovy Vary Durata: 1h:02 - Spettatori: 100   | Irlanda del Nord | 0 - 3 | Svezia           | 15-25, 13-25, 21-25               |
| 27 maggio 2017 Sports Hall, Karlovy Vary Durata: 1h:08 - Spettatori: 1 000 | Cipro            | 0 - 3 | Rep. Ceca        | 24-26, 12-25, 17-25               |
| 27 maggio 2017 Sports Hall, Karlovy Vary Durata: 1h:44 - Spettatori: 1 000 | Finlandia        | 3 - 1 | Spagna           | 25-19, 21-25, 25-19, 25-22        |
| 28 maggio 2017 Sports Hall, Karlovy Vary Durata: 2h:05 - Spettatori: 100   | Svezia           | 3 - 2 | Cipro            | 19-25, 25-27, 27-25, 25-21, 15-13 |
| 28 maggio 2017 Sports Hall, Karlovy Vary Durata: 1h:02 - Spettatori: 300   | Spagna           | 3 - 0 | Irlanda del Nord | 25-15, 25-20, 25-12               |
| 28 maggio 2017 Sports Hall, Karlovy Vary Durata: 1h:45 - Spettatori: 1 500 | Rep. Ceca        | 1 - 3 | Finlandia        | 23-25, 14-25, 25-23, 14-25        |

##### Classifica
| Pos | Squadra          | Pt | G | V | P | SV | SP | Ratio | PF  | PS  | Ratio |
| --- | ---------------- | -- | - | - | - | -- | -- | ----- | --- | --- | ----- |
| 1   | Finlandia        | 15 | 5 | 5 | 0 | 15 | 2  | 7.500 | 419 | 288 | 1.454 |
| 2   | Spagna           | 10 | 5 | 4 | 1 | 13 | 7  | 1.851 | 450 | 396 | 1.136 |
| 3   | Rep. Ceca        | 10 | 5 | 3 | 2 | 12 | 6  | 2.000 | 405 | 342 | 1.184 |
| 4   | Svezia           | 6  | 5 | 2 | 3 | 8  | 11 | 0.727 | 392 | 418 | 0.937 |
| 5   | Cipro            | 4  | 5 | 1 | 4 | 5  | 12 | 0.416 | 340 | 395 | 0.860 |
| 6   | Irlanda del Nord | 0  | 5 | 0 | 5 | 0  | 15 | 0.000 | 208 | 375 | 0.554 |

### Terza fase

#### Girone G

##### Risultati
| 19 luglio 2017 Sportcampus Lange Munte, Kortrijk Durata: 1h:18 - Spettatori: 400   | Belgio      | 3 - 0 | Slovacchia  | 26-24, 25-13, 25-15               |
| 19 luglio 2017 Sportcampus Lange Munte, Kortrijk Durata: 1h:53 - Spettatori: 200   | Spagna      | 3 - 1 | Germania    | 25-17, 24-26, 25-22, 25-19        |
| 19 luglio 2017 Sportcampus Lange Munte, Kortrijk Durata: 1h:52 - Spettatori: 150   | Bielorussia | 1 - 3 | Estonia     | 20-25, 22-25, 25-21, 23-25        |
| 20 luglio 2017 Sportcampus Lange Munte, Kortrijk Durata: 1h:29 - Spettatori: 140   | Slovacchia  | 0 - 3 | Germania    | 23-25, 21-25, 24-26               |
| 20 luglio 2017 Sportcampus Lange Munte, Kortrijk Durata: 1h:07 - Spettatori: 500   | Belgio      | 3 - 0 | Bielorussia | 25-18, 25-12, 25-17               |
| 20 luglio 2017 Sportcampus Lange Munte, Kortrijk Durata: 1h:22 - Spettatori: 200   | Estonia     | 3 - 0 | Spagna      | 25-22, 25-20, 25-19               |
| 21 luglio 2017 Sportcampus Lange Munte, Kortrijk Durata: 1h:31 - Spettatori: 150   | Bielorussia | 0 - 3 | Slovacchia  | 21-25, 24-26, 21-25               |
| 21 luglio 2017 Sportcampus Lange Munte, Kortrijk Durata: 1h:23 - Spettatori: 1 000 | Spagna      | 0 - 3 | Belgio      | 25-27, 20-25, 16-25               |
| 21 luglio 2017 Sportcampus Lange Munte, Kortrijk Durata: 2h:14 - Spettatori: 320   | Germania    | 3 - 2 | Estonia     | 25-21, 25-22, 21-25, 23-25, 15-11 |
| 22 luglio 2017 Sportcampus Lange Munte, Kortrijk Durata: 2h:08 - Spettatori: 210   | Bielorussia | 2 - 3 | Spagna      | 25-20, 18-25, 25-22, 22-25, 13-15 |
| 22 luglio 2017 Sportcampus Lange Munte, Kortrijk Durata: 1h:11 - Spettatori: 300   | Slovacchia  | 0 - 3 | Estonia     | 14-25, 17-25, 20-25               |
| 22 luglio 2017 Sportcampus Lange Munte, Kortrijk Durata: 1h:15 - Spettatori: 1 700 | Belgio      | 3 - 0 | Germania    | 25-16, 25-16, 25-17               |
| 23 luglio 2017 Sportcampus Lange Munte, Kortrijk Durata: 1h:57 - Spettatori: 165   | Spagna      | 1 - 3 | Slovacchia  | 19-25, 25-20, 29-31, 24-26        |
| 23 luglio 2017 Sportcampus Lange Munte, Kortrijk Durata: 1h:22 - Spettatori: 285   | Germania    | 3 - 0 | Bielorussia | 29-27, 25-20, 25-22               |
| 23 luglio 2017 Sportcampus Lange Munte, Kortrijk Durata: 1h:48 - Spettatori: 2 000 | Estonia     | 1 - 3 | Belgio      | 25-22, 20-25, 19-25, 15-25        |

##### Classifica
| Pos | Squadra     | Pt | G | V | P | SV | SP | Ratio  | PF  | PS  | Ratio |
| --- | ----------- | -- | - | - | - | -- | -- | ------ | --- | --- | ----- |
| 1   | Belgio      | 15 | 5 | 5 | 0 | 15 | 1  | 15.000 | 400 | 288 | 1.388 |
| 2   | Estonia     | 10 | 5 | 3 | 2 | 12 | 7  | 1.714  | 429 | 408 | 1.051 |
| 3   | Germania    | 8  | 5 | 3 | 2 | 10 | 8  | 1.250  | 397 | 415 | 0.956 |
| 4   | Slovacchia  | 6  | 5 | 2 | 3 | 6  | 10 | 0.600  | 349 | 390 | 0.894 |
| 5   | Spagna      | 5  | 5 | 2 | 3 | 7  | 12 | 0.583  | 425 | 441 | 0.963 |
| 6   | Bielorussia | 1  | 5 | 0 | 5 | 3  | 15 | 0.200  | 375 | 433 | 0.866 |

## Squadre qualificate
| Squadra     | Qualificazione  |
| ----------- | --------------- |
| Belgio      | 1ª nel girone G |
| Finlandia   | 1ª nel girone F |
| Francia     | 1ª nel girone A |
| Paesi Bassi | 1ª nel girone B |
| Russia      | 1ª nel girone D |
| Serbia      | 1ª nel girone E |
| Slovenia    | 1ª nel girone C |